# ماریا گراتسیا فرانچا
ماریا گراتسیا فرانچا (ایتالیایی: Maria Grazia Francia؛ زادهٔ ۱۷ سپتامبر ۱۹۳۱ - ۴ مارس ۲۰۲۱) بازیگر اهل ایتالیا بود.
از فیلم‌ها یا برنامه‌های تلویزیونی که وی در آن نقش داشته است، می‌توان به برنج تلخ، رم ساعت ۱۱:۰۰، میلیدی و تفنگدارها، تبهکاران و صدای سکوت اشاره کرد.